# Yehuda Ashlag
Yehuda Leib Ha-Levi Ashlag (en hebreu: יהודה לייב הלוי אשלג) - nascut a Varsòvia, Polònia, al mes de Tixrí, en 1884 - mort a Jerusalem, el 1954), també conegut com a Baal HaSulam (בעל הסולם, «l'autor de l'escala», el seu comentari del Zohar), va ser un rabí i un cabalista del segle XX. Ashlag va fundar un centre de difusió de la Càbala, dirigit a les masses i continuat pels seus deixebles.
El Baal HaSulam va començar a estudiar la Càbala a l'edat de set anys, amb el llibre Etz Chaim (l'arbre de la vida) de Chaim Vital, amagat entre les fulles del Talmud babilònic que estava estudiant. A l'edat de dotze anys estudiava el Talmud. Als dinou anys, el seu gran coneixement de la Torà li va permetre rebre el títol de rabí a Varsòvia. Després de la seva estada a Varsòvia, Ashlag va aprendre l'alemany i va llegir els textos originals d'Hegel, Marx, Nietzsche i de Schopenhauer, adoptant el marxisme com a sistema filosòfic.
Ashlag va reinterpretar la Càbala i va influir notablement en la seva difusió. Va ser "el Cabalista més profund de la seva generació. Tal vegada, l'únic home que realment va entendre – i no obstant això va ajudar a avançar – les transformacions del segle xx. Rav Ashlag va acabar amb la tradició de 4.000 anys que havia fet que el gran poder de la Càbala es mantingués ocult dins de les escriptures místiques del Arizal
Havia arribat el moment d'actuar. Les mans d'aquest savi anaven a obrir les antigues portes de la Càbala". El 1926, Ashlag va a viure Londres, a on escriu els seus comentaris sobre el llibre Etz Jaim, del Rabí Chaim Vital, en un llibre titulat Panim Meïrot ouMasbirot. Després d'un any i mig de treball, el llibre va ser publicat el 1927. Ashlag va tornar a Palestina el 1928. Yehuda Ashlag va escriure càntics, i va compondre melodies com a expressió de la seva percepció espiritual. La major part de les seves melodíes provenen de textos cabalístics, com Bnei Heichala Ki Hilatsta Nafshi, Tsadik ke Tamar Ifrach, Leagid Ba Boker Hasdecha, i Kel Mistater Hasal Seder Pesach.

### Ensenyaments
El comentari d'Ashlag va oferir una interpretació sistemàtica de l'herència i els ensenyaments del Rabí Isaac Luria, l'Arizal hakadosh. Aquesta va ser la primera vegada, des del segle xviii, quan el Baal Xem Tov, Moshe Chaim Luzzatto (Ramjal), el Gaó de Vílnius, i Sar Shalom Sharabi (Rashash), van oferir al Món la seva interpretació de la doctrina de la Luria. El sistema d'Ashlag es va centrar en la transformació de la consciència humana, des del desig de rebre, fins al desig d'oferir, és a dir, pasar de l'egocentrisme a l'altruisme.